# پانزدهمین مراسم جایزه انجمن بازیگران فیلم
 پانزدهمین مراسم جایزه انجمن بازیگران فیلم (به انگلیسی: 15st Screen Actors Guild Awards) به افتخار بهترین بازیگران فیلم و تلویزیون سال ۲۰۰۸ برگزار شد. 

## نامزدی‌ها و جوایز

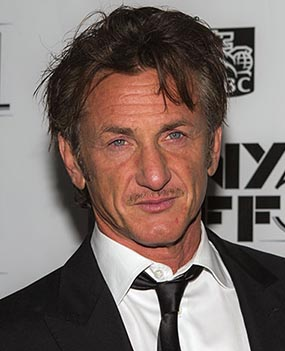
شان پن، برنده بهترین بازیگر مرد فیلم درام

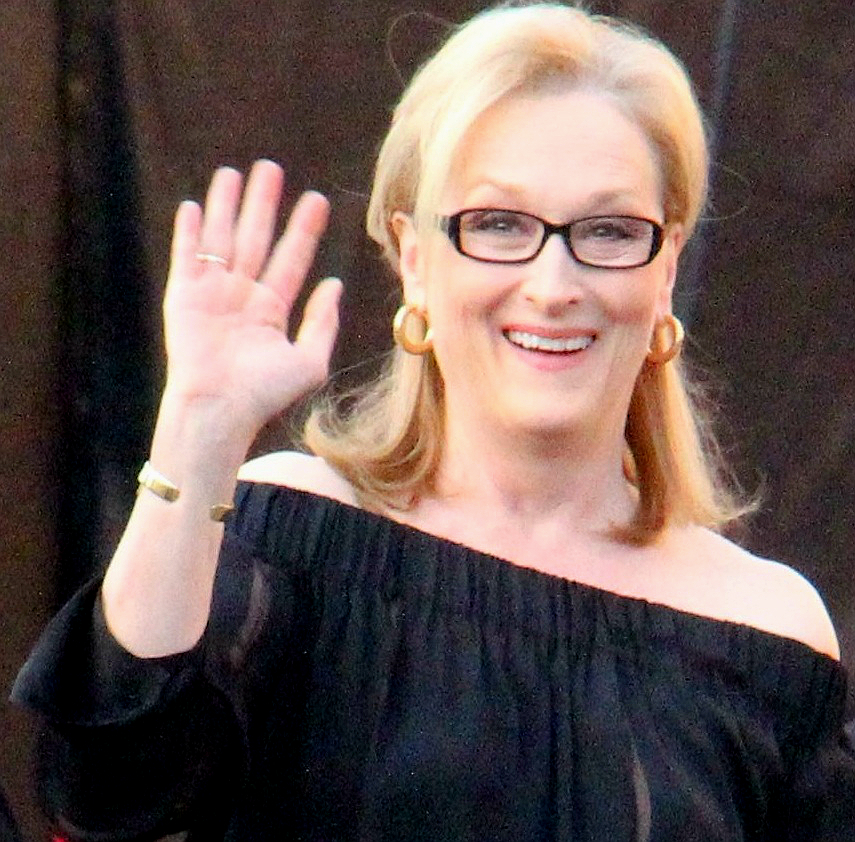
مریل استریپ، برنده بهترین بازیگر زن فیلم درام

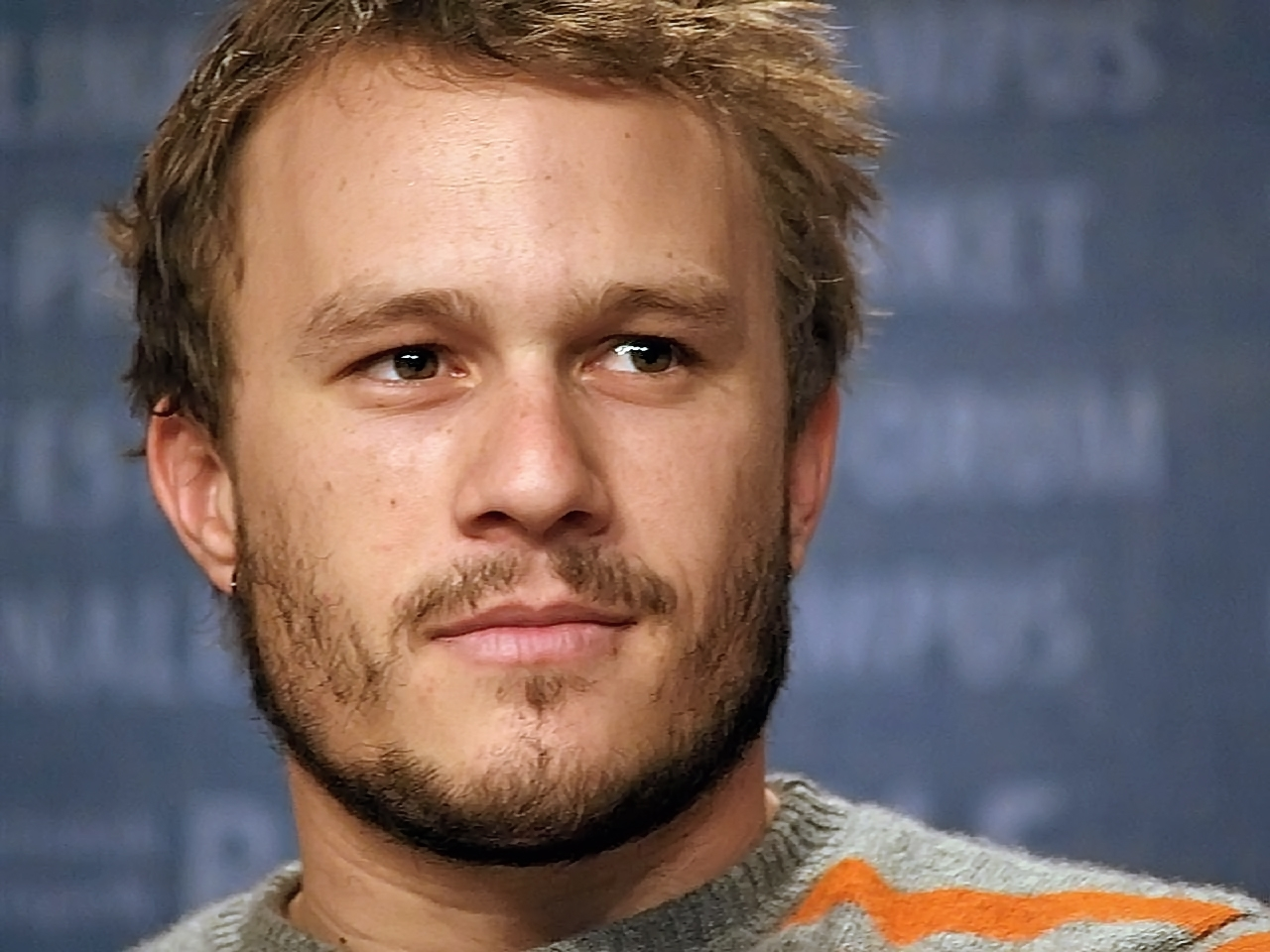
هیث لجر، برنده بهترین بازیگر مکمل زن فیلم درام

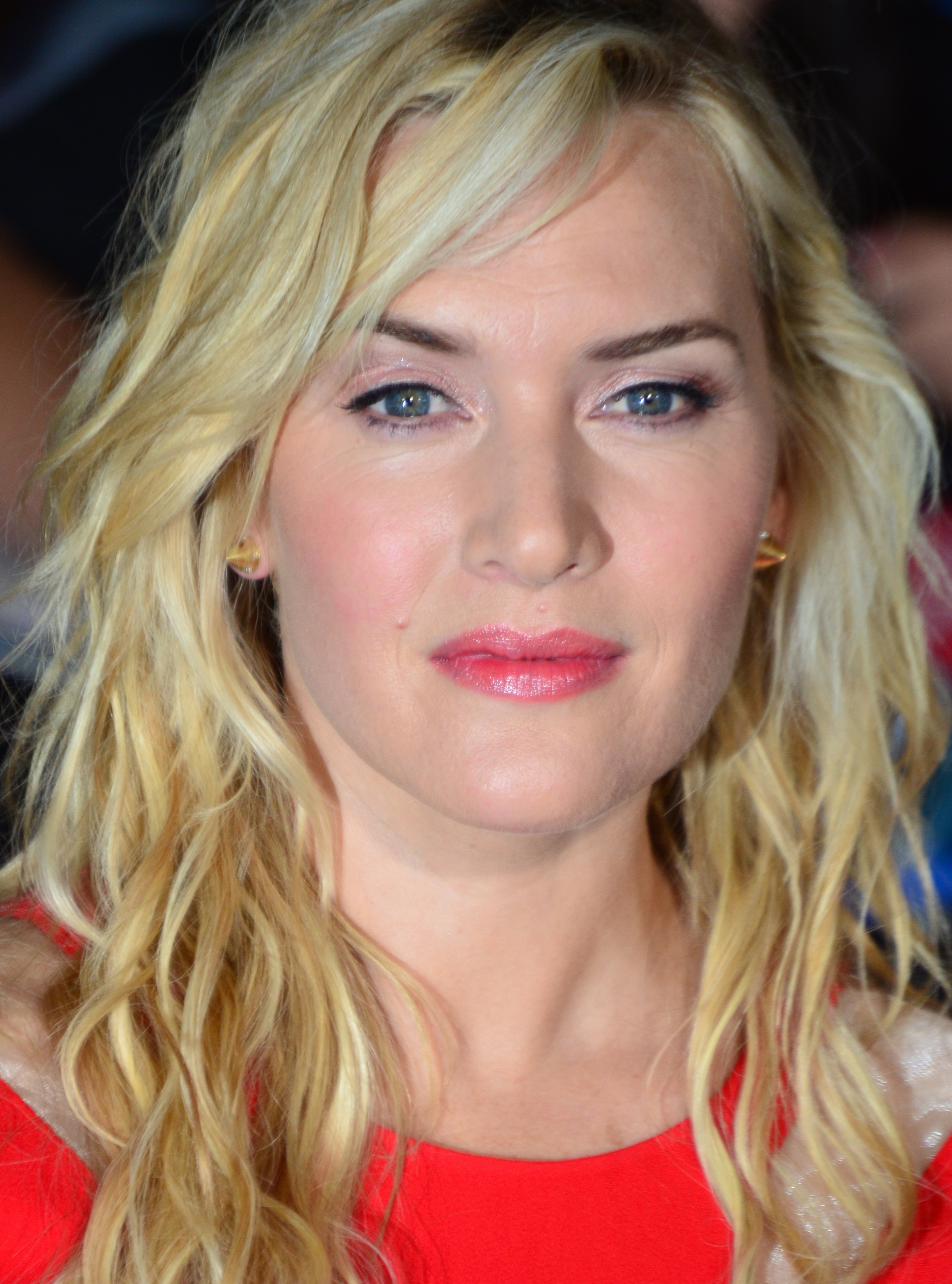
کیت وینسلت، برنده بهترین بازیگر مکمل زن فیلم درام

| شان پن        | برای فیلم |
| ریچارد جنکینز | برای فیلم |
| فرانک لانگلا  | برای فیلم |
| برد پیت       | برای فیلم |
| میکی رورک     | برای فیلم |

| مریل استریپ  | برای فیلم |
| ان هتوی      | برای فیلم |
| آنجلینا جولی | برای فیلم |
| ملیسا لیو    | برای فیلم |
| کیت وینسلت   | برای فیلم |

| هیث لجر            | برای فیلم |
| جاش برولین         | برای فیلم |
| رابرت داونی جونیور | برای فیلم |
| فیلیپ سیمور هافمن  | برای فیلم |
| دو پتل             | برای فیلم |

| کیت وینسلت     | برای فیلم |
| امی آدامز      | برای فیلم |
| پنه‌لوپه کروز   | برای فیلم |
| ویولا دیویس    | برای فیلم |
| ترجی پی. هنسون | برای فیلم |

## برندگان مرد و زن سریال تلویزیونی

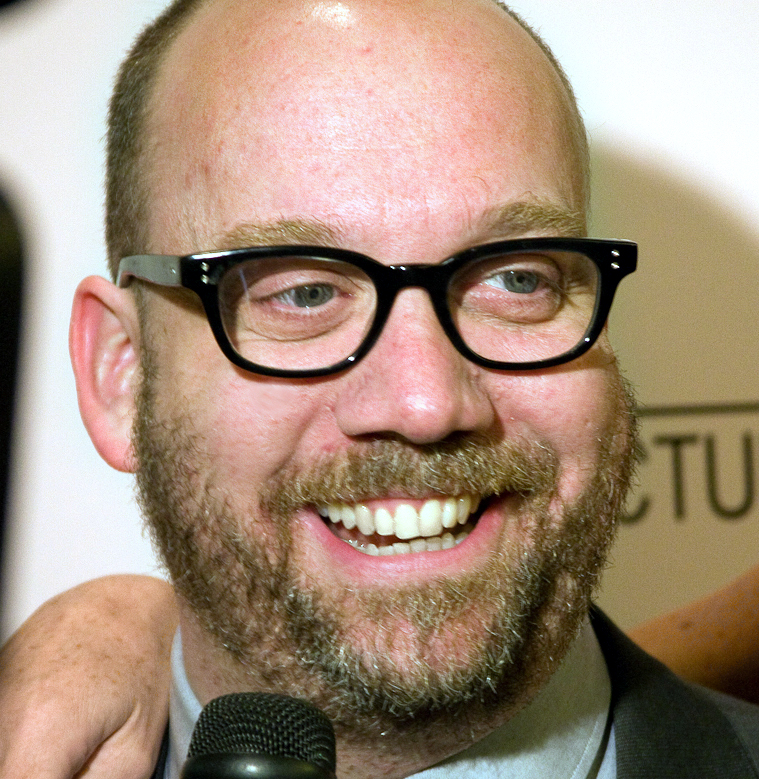
پل جیاماتی عملکرد فوق العاده توسط یک بازیگر مرد در یک مینی سریال یا فیلم تلویزیونی
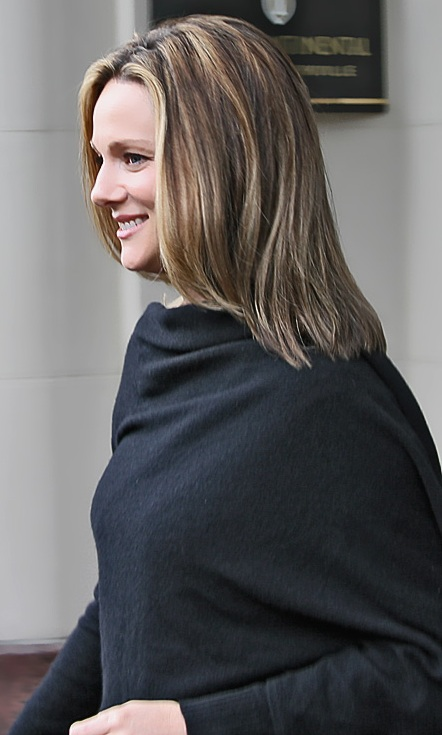
لورا لینی عملکرد فوق العاده توسط یک بازیگر زن در یک مینی سریال یا فیلم تلویزیونی
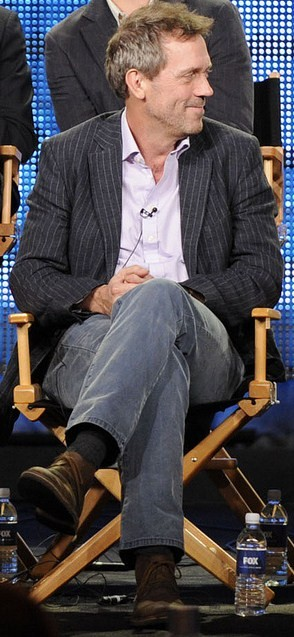
هیو لوری عملکرد فوق العاده توسط یک بازیگر مرد در یک سریال درام

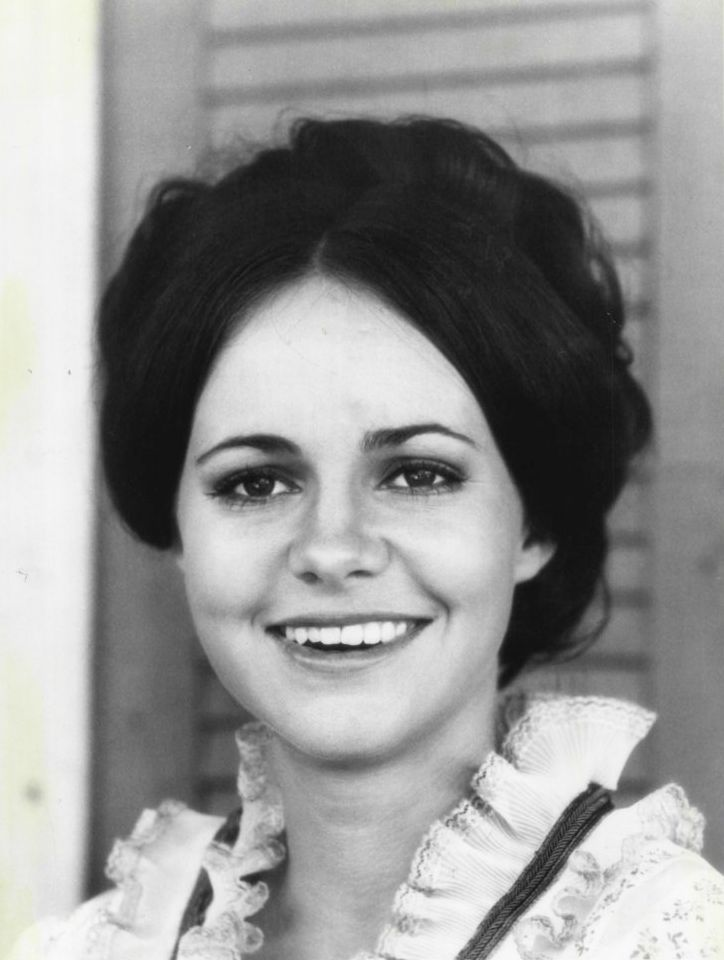
سالی فیلد عملکرد فوق العاده توسط یک بازیگر زن در یک سریال درام
الک بالدوین عملکرد فوق العاده توسط یک بازیگر مرد در یک سریال کمدی
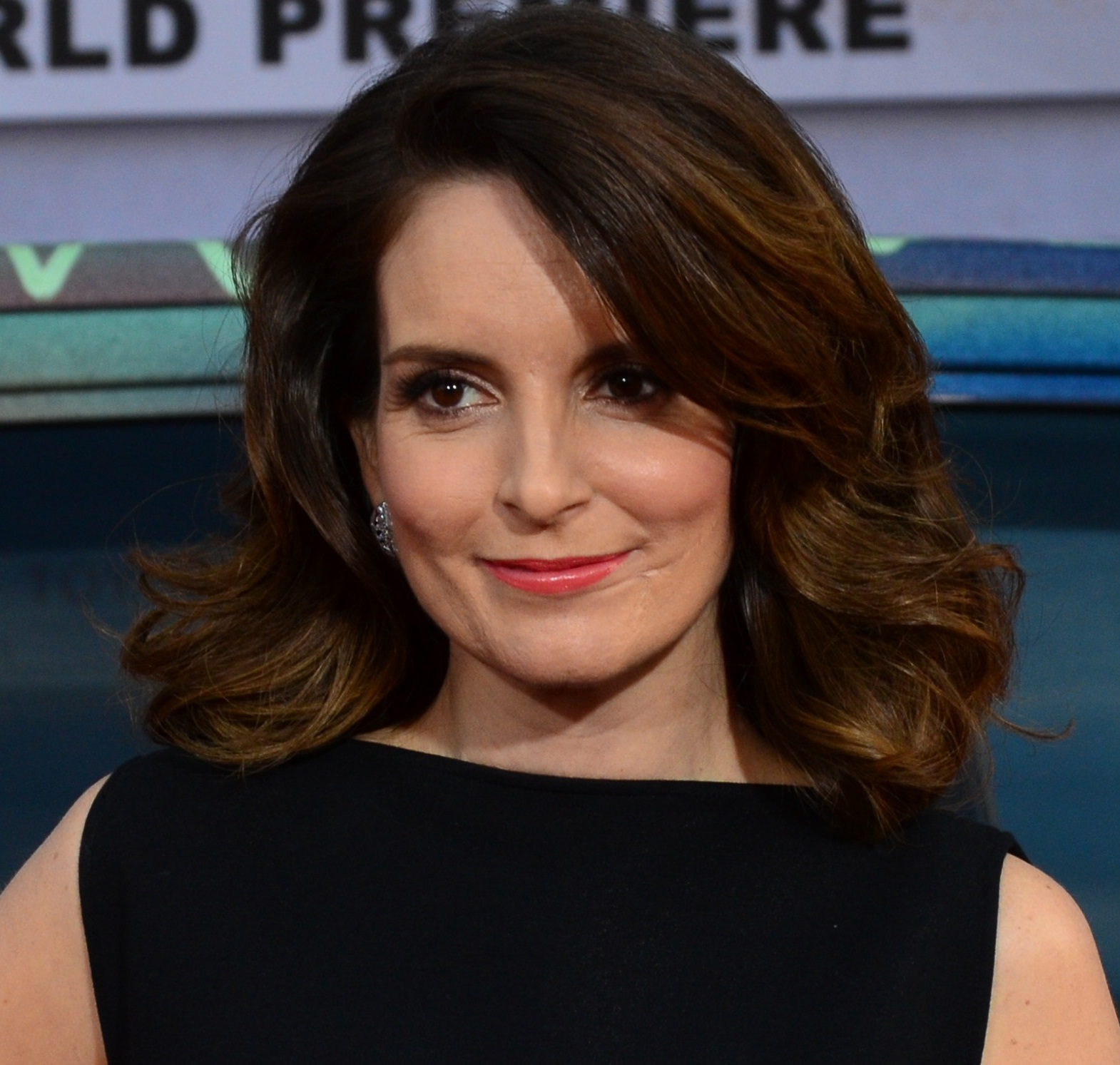
تینا فی عملکرد فوق العاده توسط یک بازیگر زن در یک سریال کمدی